# Маша Ребић
Маша Ребић (Београд, 22. јануар 1975) је српска књижевница, најпознатија по бестселер роману Спонзоруше из 2006. године, који је од тада доживео шест издања, а преведен је и на македонски језик (као Спонзорџики).

## Књижевни рад
- Спонзоруше - роман (2006, Народна књига - Алфа)
- Девојке из краја (2007, Едитор)
- Лудорије, штикле и стваран живот (2009, Алнари)
- Цвет мог живота (2010, Лагуна)
- Још само овај пут (2012, Лагуна)[3]
- Круг двојке - нељубавна прича једне изгубљене девојчице (2022, Дерета)[4]

### Спонзоруше[5]
Спонзоруше је роман о девојци Лени која деведесетих година пође странпутицом, и постаје девојка која има спонзоре. У роману се налази и лик А., инспирисан криминалцем Александаром Кнежевићем Кнелетом, али и лик фолк певачице који вуче паралеле са гласинама о музичким звездама попут Цеце.